# Madame de Montespan
 (octobre 2014).
Françoise-Athénaïs de Rochechouart de Mortemart, dite Madame de Montespan, est baptisée à Lussac-les-Châteaux le 5 octobre 1640 et morte à Bourbon-l'Archambault le 27 mai 1707. Elle est marquise de Montespan par son mariage avec Louis Henri de Pardaillan de Gondrin.
Elle est connue pour sa célèbre liaison avec le roi Louis XIV, qui durera près de dix ans (de 1667 à 1681), de cette union naissent sept enfants. La marquise sera une mécène importante pour de nombreux artistes du Grand Siècle comme Molière, Jean de La Fontaine ou encore Philippe Quinault.

## Biographie

### Jeunesse
Née en octobre 1640 au château de Lussac-les-Châteaux et baptisée le 5 octobre 1640, Françoise-Athénaïs de Rochechouart de Mortemart est la fille de Gabriel de Rochechouart de Mortemart, gentilhomme de la chambre du roi, et de Diane de Grandseigne, dame d'honneur de la reine Anne d'Autriche. Françoise, qui adopte ultérieurement le nom d’Athénaïs sous l'influence de la préciosité (sans doute en référence à Athéna, déesse de la guerre dans la mythologie grecque alors très en vogue), est d'abord placée vers l'âge de onze ans à l'abbaye aux Dames de Saintes où elle reçoit une éducation soignée réservée à une douzaine de pensionnaires de la haute noblesse. Elle en sort en 1658, sous le nom de Mademoiselle de Tonnay-Charente pour regagner la Cour de France. Grâce à l'intervention d'Anne d'Autriche et à sa tante Anne de Rochechouart de Mortemart, une de ses camarades de jeu, la jeune fille est peut-être attachée au service d'Henriette d'Angleterre, belle-sœur de Louis XIV, ou du moins elle entre au service de son époux, Monsieur, frère du roi. Réputée pour sa beauté, elle devient un parti convoité.
Le 6 février 1663, elle épouse Louis Henri de Pardaillan de Gondrin, marquis de Montespan (1640-1691) en l'église Saint-Sulpice à Paris, dont elle a Marie-Christine de Gondrin de Montespan (1663-1675) et Louis Antoine de Pardaillan de Gondrin, marquis puis duc d'Antin (1665-1736). Très introduite dans les salons littéraires du quartier du Marais, elle séduit par ses bons mots. Son mari s'étant endetté, les Montespan sont réduits à habiter rue Taranne un logement médiocre. Madame de Montespan, devenue la dame d'honneur de la reine, est très présente à la cour où elle devient l'amie et la confidente de sa future rivale, Madame de Maintenon.

### Favorite du Roi-Soleil
Elle rencontre Louis XIV à l'automne 1666. Occupé par son amour pour sa favorite, la duchesse Louise de La Vallière, il ne fait tout d'abord pas attention à elle. Mais, lorsqu'elle se lie avec La Vallière jusqu'à devenir sa confidente, le roi, la rencontrant souvent chez sa maîtresse et chez la reine, remarque sa conversation piquante, naturelle et enjouée. « À la plus surprenante beauté, elle joignait l'esprit le plus vif, le plus fin, le mieux cultivé, cet esprit héréditaire dans sa famille » (esprit Mortemart) écrit Mme de Sévigné. De plus, le roi commençait à montrer des signes de lassitude envers Louise de la Vallière à cause de son comportement réservé. Insensiblement, Louis XIV se laisse charmer par la belle marquise, mordante sans méchanceté et agréable conteuse. On convient que Mme de Montespan ridiculisait beaucoup de gens, uniquement pour amuser le roi. Ses sarcasmes n'étaient pourtant pas sans danger ; les courtisans les craignaient. Ils évitaient surtout de se laisser voir sous ses fenêtres quand Louis XIV était avec elle ; ils appelaient cela « passer par les armes ».
La marquise devient la maîtresse du roi en mai 1667. Son mari fait un scandale à la cour lorsqu'il apprend la nouvelle. Il traite le roi de « canaille » et menace sa femme de la violer après avoir couché avec toutes les putains de Paris pour qu'elle le contamine de la vérole. Il est promptement enfermé au For-l'Évêque, puis exilé sur ses terres, en Gascogne. Il organise ensuite le simulacre des funérailles de son amour, une tombe avec une simple croix en bois ornée des dates 1663-1667. Le roi tente de désamorcer le scandale en lui proposant un titre de duc, mais le mari cocu refuse.
La liaison avec le roi devient bientôt publique sans être officielle ; Madame de La Vallière, célibataire, sert malgré elle de paravent au double adultère. Le 18 juillet 1668, jour du « Grand divertissement royal » qui célèbre officiellement le traité d'Aix-la-Chapelle, est un hommage discret à la nouvelle favorite et à son arrivée à la Cour. Elle s'établit dans un appartement à peu de distance de celui du monarque, et les courtisans clairvoyants n'ont pas de peine à expliquer pourquoi l'un et l'autre se dérobent en même temps au cercle de la reine. La sensible La Vallière n'est pas la dernière à s'apercevoir de cette nouvelle liaison. Il n'y a que la reine qui refuse l'évidence. De fait, Madame de Montespan a su la persuader de sa vertu. C'est en 1670 que sa faveur éclate officiellement lors d'un voyage aux Pays-Bas où elle fait une partie du voyage dans la voiture du roi et de la reine ; lorsqu'elle monte dans la sienne, quatre gardes du corps entourent les portières.
« Beauté à faire admirer à tous les ambassadeurs », écrit Madame de Sévigné, « Junon tonnante et triomphante », la faveur de la marquise est aussi traversée de crises violentes. La favorite officieuse se montre capricieuse, autoritaire, dépensière, brûlante d'ambition et de jalousie. Elle fait même des scènes au roi, allant jusqu’à lui faire remarquer que sa famille est plus ancienne que la Maison de Bourbon ; elle n’épargne aucun de ses rappels orgueilleux de la devise de sa maison à son amant : « Lorsque la mer fut au monde, Rochechouart portait les ondes ». De son côté, la douce et timide Louise de La Vallière ne veut pas céder la place mais n'est pas de taille à lutter. Elle cherche à se retirer dans un couvent mais par politique, le roi la retient à la cour. La favorite officielle supporte tout : les rebuffades de son amant, les railleries de sa rivale triomphante, le mépris des courtisans.
En 1673, le roi reconnaît et légitime les enfants que la marquise lui a donnés. Cependant, pour éviter un esclandre du marquis de Montespan, le nom de la marquise est omis dans les actes de légitimation et les « légitimés » y apparaissent comme enfants du seul roi. Titrés, ils seront élevés à la cour par l'inévitable dame Scarron bientôt titrée à son tour marquise de Maintenon.
En 1674, Louise de La Vallière quitte la cour pour entrer au couvent des Carmélites du faubourg Saint-Jacques, non sans avoir dans une scène édifiante demandé pardon à la reine. Mme de Montespan devient alors la favorite en titre mais toujours pas officielle (à cause de son mari). Ses grossesses successives lui ayant fait perdre une partie de sa beauté, Mme de Montespan, redoutant la disgrâce, fait supprimer la présence des filles d'honneur de la reine, tant par la crainte qu'elle a du goût de la nouveauté de son amant — elle peut trouver plus d'une rivale parmi les jeunes personnes qui se succèdent rapidement — que par le souci de cacher la naissance des enfants nés de leur liaison.
En juin 1674, elle dépose au Châtelet de Paris une demande de séparation d'avec son mari. Le chancelier de la reine, Gaspard III de Fieubet, est chargé de représenter les intérêts de Madame de Montespan. L'affaire est rondement menée, suivant le désir de Louis XIV, qui enjoint à Colbert : « Pour ce qui regarde l'affaire dont Fieubet est chargé, dites-luy de la presser, afin qu'elle soit achevée, s'il est possible, dans la fin de ce mois. ». Fieubet accomplit sa tâche et le verdict, rapide, est en faveur de la maîtresse du roi. Celle-ci utilise ensuite Fieubet pour conclure une transaction financière avec son mari.

### Enfants

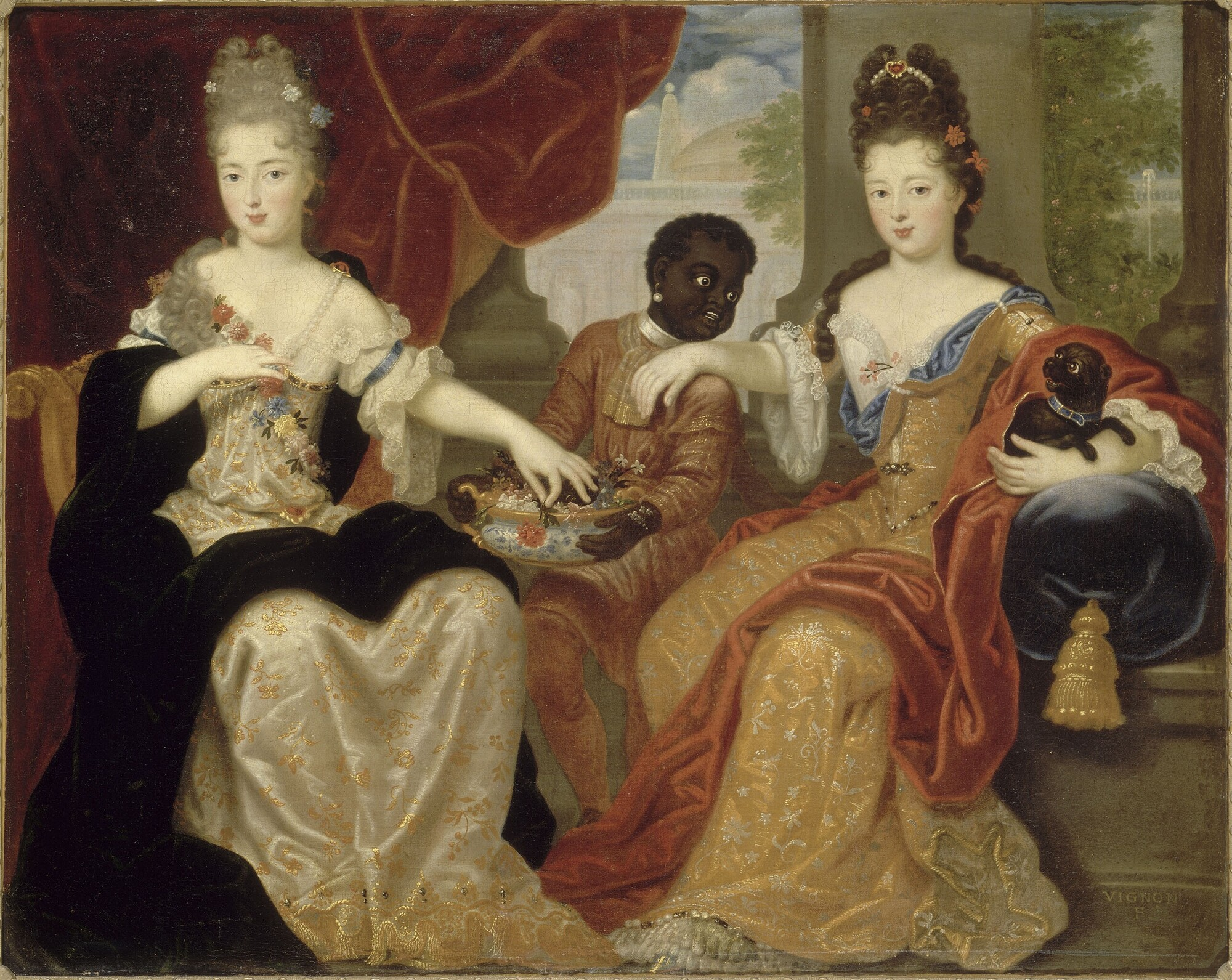
Deux des filles de Madame de Montespan, Mademoiselle de Blois et Mademoiselle de Nantes, servies par leur esclave noir, vers 1690.

De cette liaison royale, sept enfants sont nés, parmi lesquels six ont été légitimés (les lettres patentes de légitimation enregistrées au Parlement de Paris ne mentionnent pas leur mère, mariée à un autre homme) et quatre atteignirent l'âge adulte :
1. Premier enfant tenu secret (1669-1672) - selon les sources, ce serait une fille, Louise Françoise[11], ou un garçon de prénom inconnu[1] ;
2. Louis-Auguste de Bourbon, duc du Maine (1670-1736), marié à Louise-Bénédicte de Bourbon ;
3. Louis-César de Bourbon, comte de Vexin, abbé de Saint-Germain-des-Prés (1672-1683) ;
4. Louise-Françoise de Bourbon, Mademoiselle de Nantes (1673-1743), épouse Louis de Bourbon, duc de Bourbon, 6e prince de Condé ;
5. Louise Marie Anne de Bourbon, Mademoiselle de Tours (1674-1681) ;
6. Françoise-Marie de Bourbon, la seconde Mademoiselle de Blois (1677-1749), qui épouse Philippe d'Orléans ;
7. Louis-Alexandre de Bourbon (1678-1737), comte de Toulouse.

Elle confie alors leur éducation à Mme Scarron, la future Madame de Maintenon, par la suite sa rivale. Mais, avec le temps, la marquise, fatiguée de cette gênante pudeur, s'en débarrasse et ne prend plus la peine de dérober ses enfants au public.

### Un règne fastueux

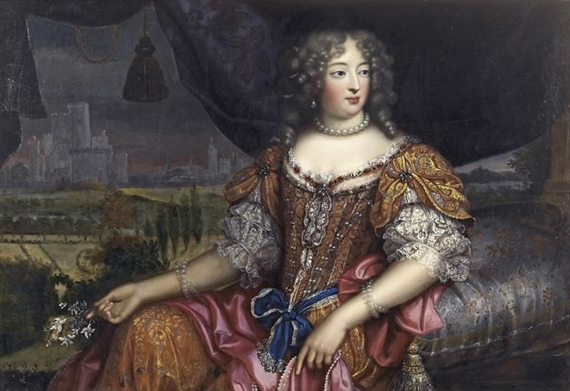
Madame de Montespan par Pierre Mignard.

L'emprise que l'orgueilleuse maîtresse exerce sur le cœur du roi la fait bientôt prétendre à obtenir de l'autorité dans les affaires. Elle dispose de tant de moyens d'influer sur l'esprit du roi que de nombreux ministres et courtisans se soumettent à elle : on demande et on suit ses conseils. Louis XIV, lui-même abusé par la vivacité et l'apparente étourderie de la marquise, la montre aux ministres comme une enfant. Cette enfant connaît ainsi de nombreux secrets d'État. Mme de Montespan se montre également passionnée par le luxe qui, durant sa faveur, s'étend partout, polit les mœurs — en les corrompant peut-être — imprime tant d'activité au commerce, aux manufactures, et donne un grand essor au génie des beaux-arts. Plus qu'une simple favorite, elle est désormais surnommée à la Cour la « sultane reine ».
Il est permis de croire qu'elle a contribué à développer chez Louis XIV ce goût des grandes choses et de la magnificence. Le roi lui ayant fait construire à Versailles le majestueux château de Clagny , la marquise crée autour d'elle une cour brillante où domine le bel esprit. Elle protège notamment La Fontaine, Molière et Quinault. La Grande Mademoiselle relate avoir par inadvertance intercepté un billet doux de Frontenac à Madame de Montespan, où il dit qu'il en est « fort amoureux ». L'époque Montespan s'avère la plus brillante et la plus glorieuse du règne du Roi-Soleil.

### La disgrâce

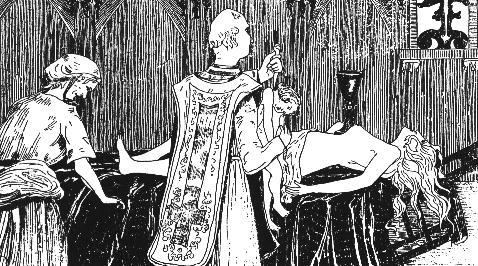
La Voisin et le prêtre Étienne Guibourg en train de célébrer une messe noire avec assassinat rituel d'un nourrisson pour Madame de Montespan (allongée sur l'autel). Gravure de 1895 par Henry de Malvost.

La beauté de Madame de Montespan s'émousse à mesure qu'elle prend de l'embonpoint. Dans le même temps, avec l'âge, Louis XIV éprouve le besoin d'une vie plus régulière, encouragé en ce sens par Madame de Maintenon, devenue entre-temps l'amie (et maîtresse) du roi. Celle-ci, forte d'une réputation sans tache (bien qu'elle traînât beaucoup de cœurs dans sa jeunesse, et devînt même la maîtresse de Louis de Mornay, marquis de Villarceaux), emprunte la voie de la religion et de la morale pour ramener Louis de ses erreurs. Les sévères exhortations de Mme de Maintenon frappent le roi par leur justesse ; mais habitué depuis longtemps à l'attrait du plaisir, il s'y laissait entraîner avec Mme de Montespan pour revenir ensuite déplorer sa fragilité auprès de Mme de Maintenon,. Telle est la cause de la jalousie réciproque entre les deux femmes ; Louis XIV doit lui-même intervenir dans leurs querelles pour les raccommoder, pour les voir de nouveau se brouiller le lendemain,.
Mais c'est une troisième femme qui provoque la disgrâce de Mme de Montespan. En 1678, Louis XIV tombe éperdument amoureux de la magnifique Mademoiselle de Fontanges, âgée seulement de 17 ans. C'est une protégée de Madame de Montespan qui a cru pouvoir retenir le roi en lui présentant une jeune oie blanche. Mademoiselle de Fontanges se retrouve vite enceinte mais accouche prématurément d'un petit garçon qui ne survit pas. Elle est alors prise d'un mal lent qui l'affaiblit de jour en jour et finit par la tuer. Or cette mort précoce intervient en pleine affaire des poisons. Madame de Montespan est alors accusée par plusieurs prisonniers d'avoir donné au roi à son insu des aphrodisiaques, d'avoir fait dire des messes noires accompagnées de sacrifices d'enfants, et d'avoir cherché la mort du roi et de la nouvelle favorite (sur ce dernier point, on sait maintenant que Mlle de Fontanges est morte d'une éclampsie, malgré des tentatives d'assassinat qui viennent peut-être réellement de la marquise). Elle se voit délaissée par le roi, et doit quitter son appartement du château de Versailles, attribué à son fils, pour vivre dans les soupentes du château.
Elle suit le train de vie, donnant de grandes fêtes, vivant toujours sur un grand pied. En 1685, sa fille Mlle de Nantes épouse le duc de Bourbon, Louis III de Bourbon-Condé. En 1692, son fils le duc du Maine se marie avec une petite-fille du Grand Condé et sa fille Mlle de Blois devient l'épouse du duc de Chartres, neveu du roi. Les brillants mariages de ses enfants la remplissent de fierté. Le roi lui-même a d'ailleurs envisagé que le duc du Maine montât sur le trône en cas d'extinction des Bourbons et, à sa mort, il souhaitait que celui-ci et son frère, le comte de Toulouse, assurassent la Régence du futur Louis XV.

### Une fin de vie dans la dévotion

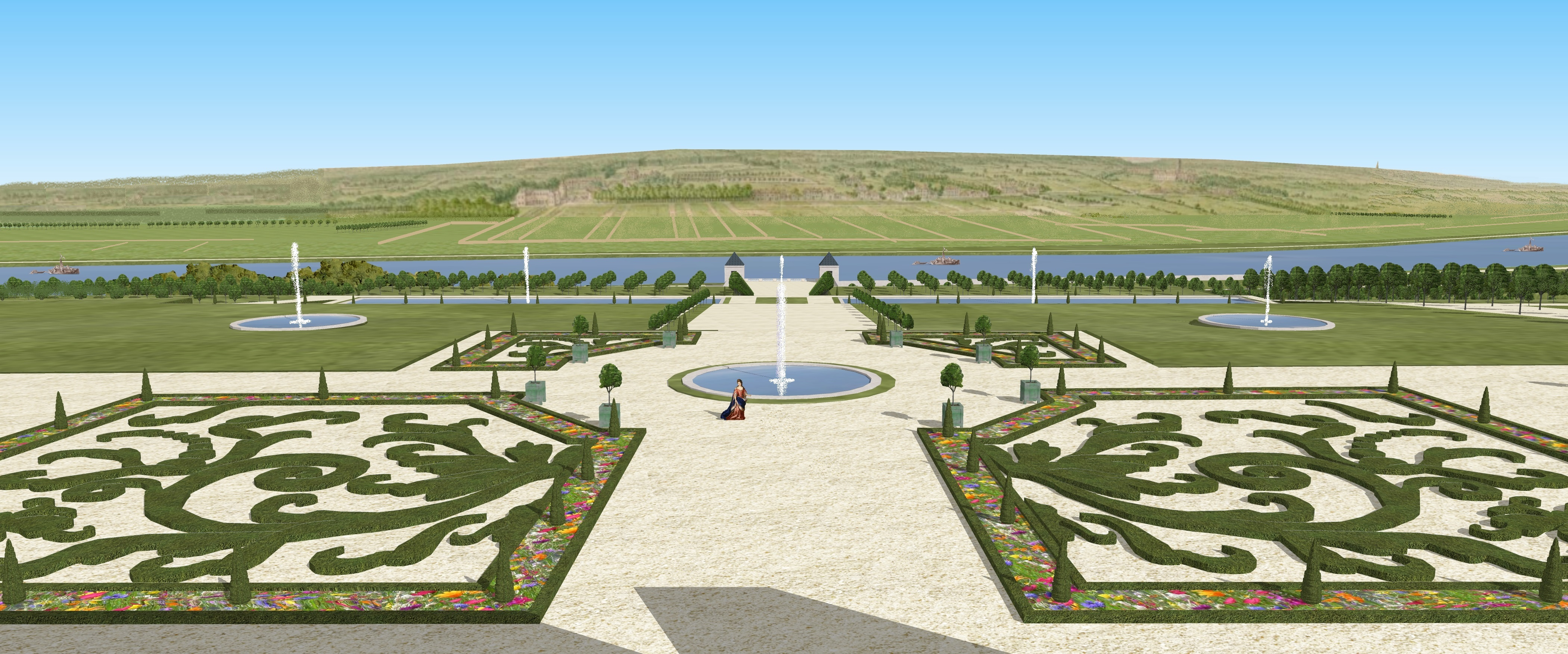
Vue du jardin du château de Petit-Bourg en 1696, au temps de Mme de Montespan

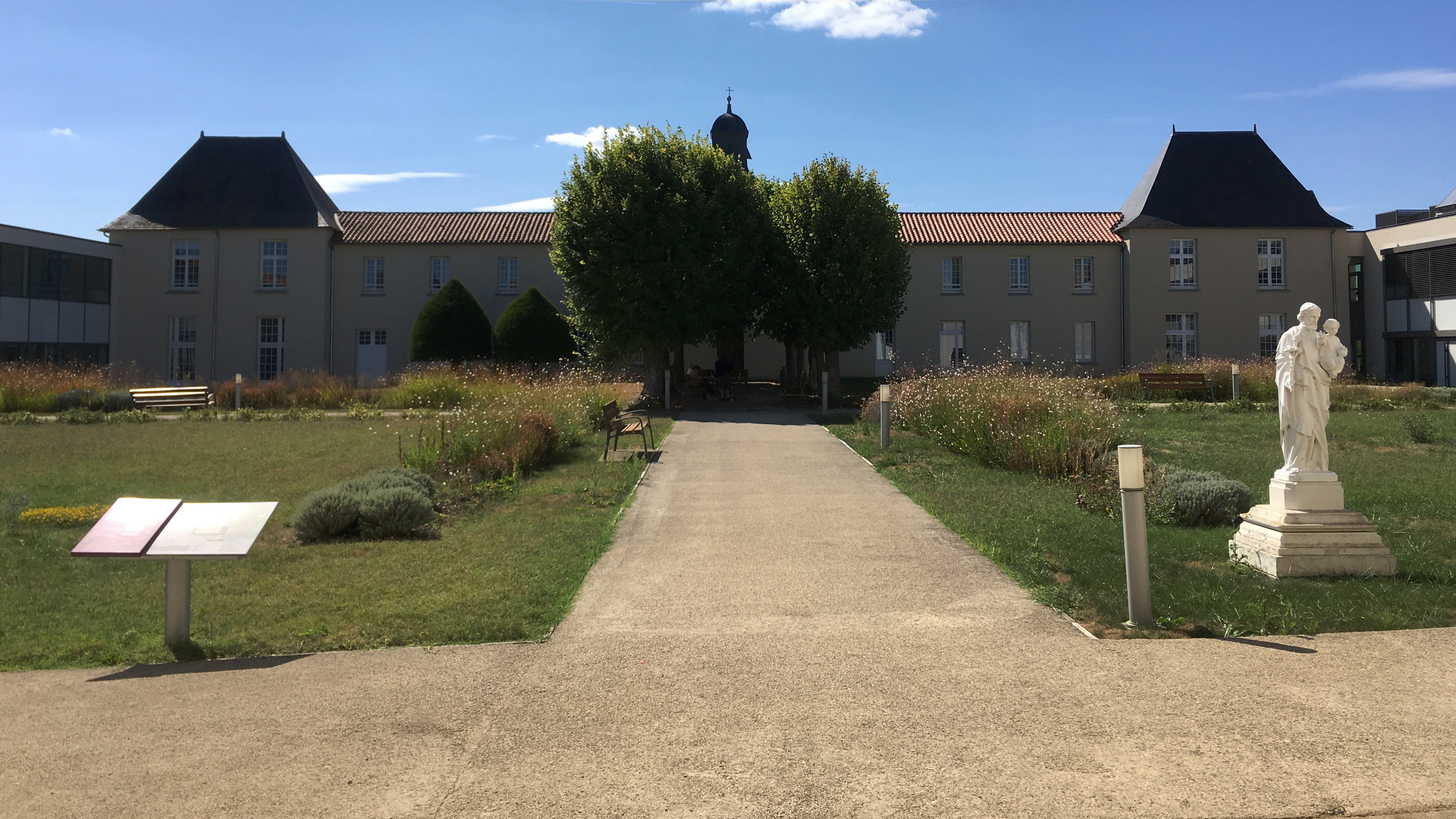
EHPAD d'Oiron. Le pavillon du fond date de Madame de Montespan.

Mme de Montespan reste un temps à la Cour pour ses enfants puis se retire en 1691 à proximité de l’abbaye de Fontevrault dirigée par sa sœur Marie-Madeleine de Rochechouart, 32e abbesse de l’Ordre de 1670 à 1704. Elle avait acquis le château de Petit-Bourg, sur la route entre Paris et Fontainebleau, où elle se retirait souvent. En 1700, la marquise fait acquérir par son fil légitime, le marquis d'Antin, le château d'Oiron, délaissant par là-même l’hospice de Fontevraud ; elle s'y installe dès 1700. Elle fait construire dans le village un nouvel hospice dont le pavillon central de l’EHPAD « l’Orée des Bois » témoigne encore aujourd’hui en partie.
La marquise, âgée de 66 ans, meurt le 27 mai 1707 à Bourbon-l'Archambault où elle était allée prendre les eaux. Elle est inhumée dans la chapelle du couvent des Cordeliers – devenue aujourd’hui le passage Cordeliers – à Poitiers. Naguère seulement connu par quelques extraits publiés par des érudits au XIXe siècle, l'inventaire après-décès de son mobilier au château d'Oiron a fait l'objet d'une publication intégrale.

### Post-mortem
Son testament (qui fut cassé par son fils légitime, Louis-Antoine de Pardaillan de Gondrin, marquis d'Antin, pour pouvoir avoir son héritage qui était destiné à ses demi-frères), disposait que son cœur, son estomac et ses intestins fussent mis dans une urne, puis déposés au prieuré de Saint-Menoux.

## Madame de Montespan dans la culture populaire

### Romans
- Catherine Decours, Aimée du Roi. Mémoires de Françoise de Rochechouart de Mortemart, Marquise de Montespan, Paris, Plon, 2001, 549 p. Mémoires apocryphes.
- Pierre-Corneille Blessebois (préf. Marc de Montifaud), Alosie ou les amours de Mme de M. T. P. [« Lupanie, histoire amoureuse de ce temps »], Londres, Comité de bibliophiles, 1880 1669, 104 p. (BNF 34024149, lire en ligne) Roman érotique et satirique sur le règne de Mme de Montespan.
- Jean Teulé, Le Montespan, Paris, Julliard, 2008, Grand prix du roman historique.
- Anne-Marie Desplats-Duc, Marie-Anne fille du roi, récit jeunesse.
- Patrick Mc Spare, Les Héritiers de l'Aube, t. 3 : Hantise, Paris, Scrineo, 2014,  (ISBN 978-2367401867)
- Olivier Seigneur, La marquise des poisons, Collection Grands détectives, 10-18, Plon, 2018,  (ISBN 978-2-264-07400-3)

Le personnage apparaît aussi en tant que personnage secondaire dans Le Vicomte de Bragelonne (d'Alexandre Dumas), L'Allée du Roi (de Françoise Chandernagor, et La Fontainière du Roy (de Jean Diwo).

### Roman graphique
- Le Montespan, adaptation du roman de Jean Teulé par Philippe Bertrand (dessin), 112 pages, éditions Delcourt, 2010

### Récits pour la jeunesse
- Annie Jay, Complot à Versailles, Livre de Poche Jeunesse, 1993
- Annie Pietri, trilogie Les Orangers de Versailles, Bayard, 2000-2010

### Théâtre
- Le Montespan, adaptation du roman de Jean Teulé par Salomé Villiers, mise en scène de Etienne Launay assisté de Laura Favier, 2022
- La reine sultane, pièce de théâtre de Gabrielle Mouhanna, publiée par les Editions L'Harmattan, 2021.

### Comédie musicale
- Madame de Montespan est interprétée par Lysa Ansaldi dans le spectacle musical Le Roi Soleil mis en scène par Kamel Ouali

### Télévision
- 1960 : Le Drame des poisons, l'épisode de La Caméra explore le Temps sur l'Affaire des Poisons. La marquise fut interprétée par l'actrice Claude Gensac[26].
- 1995 : L'Allée du Roi, téléfilm en 4 parties de Nina Companeez, interprétée par Valentine Varela
- 2015 : Dans la série télévisée Versailles de Canal+, elle est interprétée par Anna Brewster.
- 2015 : L'émission Sous les jupons de l'Histoire du 7 novembre 2015 lui est consacrée
- 2020 : L'émission Secrets d'Histoire sur France 3 du 9 mars 2020, intitulée Madame de Montespan le grand amour de Louis XIV, lui est consacrée[27].
- 2020 : Dans la saison 4 de la série La Guerre des trônes, la véritable histoire de l'Europe, elle est interprétée par Clara Huet.

### Cinéma
- Si Versailles m'était conté... de Sacha Guitry (1954), interprétée par Claudette Colbert
- L'Affaire des poisons d'Henri Decoin (1955), interprétée par Danielle Darrieux
- Angélique et le Roy de Bernard Borderie (1966), interprétée par Estella Blain
- Les Jardins du roi (A Little Chaos) d'Alan Rickman (2014), interprétée par Jennifer Ehle
- Vatel, de Roland Joffé (2000), interprétée par Marie Delterme